# Terpenija, buhta
Terpenija, buhta är en vik i Antarktis. Den ligger i Östantarktis. Australien gör anspråk på området.